# Coppa del Kazakistan (calcio a 5)
La Coppa del Kazakistan di calcio a 5 è la più antica competizione kazaka di calcio a 5 organizzata dalla Federazione calcistica del Kazakistan.

## Storia
L'istituzione della coppa nazionale è avvenuta nel 1996, precedendo di due anni quella del campionato kazako di calcio a 5. Come quest'ultimo, anche la Coppa del Kazakistan è stata finora dominata dal Qairat. La prima squadra a vincere il trofeo è stata tuttavia il Munaishy di Aktau.

## Albo d'oro
| Edizione  | Vincitore            | Secondo posto        |
| --------- | -------------------- | -------------------- |
| 1996-1997 | Munaishy             | sconosciuta          |
| 1997-1998 | Munaishy             | sconosciuta          |
| 1998-1999 | Kainur               | sconosciuta          |
| 1999-2000 | Lokomotiv Qaraghandy | sconosciuta          |
| 2000-2001 | Kainur               | sconosciuta          |
| 2001-2002 | Alibi                | sconosciuta          |
| 2002-2003 | Zhigitter            | Alibi                |
| 2003-2004 | Tulpar               | Qairat               |
| 2004-2005 | Qairat               | Aktyubrentgen Aqtöbe |
| 2005-2006 | Qairat               | Aktyubrentgen Aqtöbe |
| 2006-2007 | Qairat               | Aktyubrentgen Aqtöbe |
| 2007-2008 | Qairat               | BTA Aqtöbe           |
| 2008-2009 | Qairat               | Aktyubrentgen Aqtöbe |
| 2009-2010 | Qairat               | Tulpar               |
| 2010-2011 | Tulpar               | Qairat               |
| 2011-2012 | Tulpar               | BTA Almaty           |
| 2012-2013 | Qairat               | sconosciuta          |
| 2013-2014 | Qairat               | sconosciuta          |
| 2014-2015 | Qairat               | sconosciuta          |
| 2015-2016 | Qairat               | sconosciuta          |
| 2016-2017 | Qairat               | sconosciuta          |
| 2017-2018 | Qairat               | sconosciuta          |
| 2018-2019 | Aqtöbe               | Ayat                 |
| 2019-2020 | Qairat               | Jetisý               |
| 2020-2021 | Qairat               | Aqtöbe               |

## Vittorie per club
| Titoli | Squadra              | Edizioni                                                                                       |
| ------ | -------------------- | ---------------------------------------------------------------------------------------------- |
| 16     | Qairat               | 1999, 2001, 2005, 2006, 2007, 2008, 2009, 2010, 2013, 2014, 2015, 2016, 2017, 2018, 2020, 2021 |
| 3      | Tulpar               | 2004, 2011, 2012                                                                               |
| 2      | Munaishy             | 1996, 1997                                                                                     |
| 1      | Lokomotiv Qaraghandy | 2000                                                                                           |
| 1      | Alibi                | 2002                                                                                           |
| 1      | Zhigitter            | 2003                                                                                           |
| 1      | Aqtöbe               | 2019                                                                                           |